# Agrupación 1969
La Agrupación 1969 es una organización LGBTI argentina que nació dentro del Partido Obrero, luego de un plenario de la Unión de Juventudes por el Socialismo en Buenos Aires en 2013. Para continuar con las luchas dadas a partir de las leyes Ley n.º 26.150 de Educación Sexual Integral (ESI) (2006),  Ley n.º 26.618 de Matrimonio Igualitario (2010) y la Ley n.º 26.743 de Identidad de Género (2013) y sus implementaciones. El nombre de la agrupación hace referencia a la Rebelión de Stonewall, hecho histórico del movimiento LGBTI, sucedida en New York, Estados Unidos entre junio y julio de 1969.
Se concibe como un movimiento independiente de la Iglesia, el Estado y los bandos patronales, luchando por la transformación del régimen social como modo de erradicar toda forma de opresión y desarrollar una sexualidad libre.

## Reivindicaciones
Algunas de sus reivindicaciones iniciales fueron:
- La educación sexual laica y científica.
- El no a la heteronormatividad-heterosexualidad obligatoria.
- La separación de la Iglesia del Estado.
- La garantía por parte del Estado al acceso a tratamientos quirúrgicos y hormonales de cambio de sexo.
- La descriminalización y despatologización de la diversidad sexual.
- La creación de programas de inserción laboral para personas trans.
- La libre expresión de la identidad de género y sexual en ámbitos laborales, educativos y de salud.
- El no a la maternidad compulsiva y los modelos clericales, patriarcales y capitalistas de la familia, derecho a la maternidad y a la familia.
- Una ley nacional de fertilización asistida que incluya tratamientos para mujeres solas o parejas co-maternales.

## Participación en luchas LGBTI+
Se han posicionado como oposición a los distintos gobiernos nacionales y provinciales desde su creación. Gran parte de sus acciones se concentran en la Provincia de Córdoba, la provincia de Mendoza, la de Buenos Aires y la Ciudad Autónoma de Buenos Aires. Participando, en las reivindicaciones fundantes de su movimiento y además en luchas como: el cumplimiento del cupo laboral travesti trans, la aparición con vida de Tehuel de la Torre, contra el empobrecimiento y la caída de las condiciones de vida del colectivo LGBTI+, contra crímenes de odio hacia toda la comunidad LGBTI+, como el ataque y juicio a Higui, el triple lesbicidio ocurrido en Barracas en 2024 y el ajuste y desfinanciamiento en políticas públicas para la población LGBT impulsadas por el gobierno de Javier Milei.
Además es partícipe de la Marcha del Orgullo LGBT de Buenos Aires llevada a cabo anualmente y en otras provincias del país.

## Participaciones en Elecciones
En las elecciones de Córdoba del 12 de mayo de 2019, tres candidatas trans de la Agrupación LGBTI 1969 y el Polo Obrero: Katya Aimet Calderón, Valeria Candela Olariaga y Delfina Ailen Cabrera se presentaron para representar al Frente de Izquierda. Valeria Olariaga y Delfina Cabrera para la legislatura, y Katia Calderón para el Concejo Deliberante de la capital. Estas candidatas buscan entre otras cosas, promover la inclusión laboral trans, la adhesión efectiva a la Ley de Identidad de Género y la implementación de la Educación Sexual Integral.
La militante de la agrupación Tatiana Fernández Martí, fue presidenta del centro de estudiantes del Colegio Nacional de Buenos Aires en el período de 2020-2021 y candidata a legisladora por la Ciudad Autónoma de Buenos Aires en 2019, 2021 y 2023 por el Frente de Izquierda y de Trabajadores - Unidad.
En las Elecciones Legislativas de Argentina de 2021, Emily Victoria Matos, referente de la Agrupación 1969, se presentó como candidata a la Legislatura Porteña, en la lista Unidad de la Izquierda del FIT-U, encabezada por Gabriel Solano. En 2024 se vuelve a presentar en las Elecciones Argentinas de 2023 como candidata a legislatura de CABA por la lista 1A del Frente de Izquierda Unidad.